# Jean-Jacques Velasco
Pour les articles homonymes, voir Velasco.
Jean-Jacques Velasco (né en 1946) est un ufologue français, ancien membre du Centre national d'études spatiales (CNES). Il a dirigé le Groupe d'étude des phénomènes aérospatiaux non-identifiés (GEPAN) puis le Service d'expertise des phénomènes de rentrée atmosphérique (SEPRA).

## Carrière

### Au CNES
Jean-Jacques Velasco est titulaire d'un brevet de technicien supérieur d'optique. C'est à ce titre que, membre du CNES, il est engagé par Claude Poher en 1977 dans l'équipe du GEPAN, le premier organisme français chargé de l'étude des ovnis. Il est alors chargé de développer « un instrument destiné à l'analyse et à la reconstitution des stimuli optiques rapportés par les témoins » lors des manifestations d'ovnis, le SIMOVNI. 
En 1983, à la suite de la démission d'Alain Esterle, il devient directeur du GEPAN. À cette occasion, il passe de technicien supérieur à ingénieur maison. Sous sa direction, le groupe perd de l'importance et diminue son activité. 
En 1988, le Groupe d'étude des phénomènes aérospatiaux non-identifiés ou GEPAN est remplacé par le Service d'expertise des phénomènes de rentrée atmosphérique ou SEPRA « pour donner à cet organisme un côté moins soucoupiste ». 
Velasco devient directeur de ce nouvel organisme dont l'activité n'intéresse pas la hiérarchie du CNES. Il devra s'en occuper pratiquement seul, tentant tant bien que mal de se livrer à une étude rigoureuse et scientifique des ovnis malgré la faiblesse des moyens mis à sa disposition. 
En 1997, il est invité au symposium de Pocantico, un congrès mondial sur le phénomène ovni. En 1999, il collabore à la rédaction du Rapport COMETA.
Après la dissolution du SEPRA en 2004, il rejoint le service « Culture spatiale » du CNES.

### En politique
Parallèlement à ses activités ovnilogiques, Velasco a été maire socialiste de Montgiscard (Haute-Garonne) de 1983 à 1995.

## Hypothèses
D'abord sceptique face au phénomène ovni, Velasco devient, au fil des enquêtes et des témoignages qu'il recueille, un partisan de l'hypothèse extraterrestre pour expliquer le phénomène ovni. 
Selon Velasco, si la grande majorité des ovnis sont en fait des phénomènes naturels, des aéronefs terrestres, ou des canulars, une certaine partie d'entre eux (environ 13,5 % des cas) présentent des performances aéronautiques tellement stupéfiantes que l'hypothèse d'engins extraterrestres s'avère très plausible. 
De plus, le fait que de très nombreuses observations aient été faites à proximité de sites nucléaires militaires des puissances atomiques, aux États-Unis ou en France comme au plateau d'Albion, signifie que les ovnis, toujours selon Velasco, auraient un lien avec les activités nucléaires militaires. 

## Critiques
Ces hypothèses de Velasco ont été critiquées par le monde scientifique, au sein même du CNES, ainsi que par les zététiciens. 
Sa défense de l'hypothèse extraterrestre (HET) dans un livre publié en 2004 avec le journaliste d'investigation Nicolas Montigiani a fourni un prétexte au CNES[Selon qui ?] pour dissoudre le SEPRA la même année et créer à sa place le GEIPAN.    
Velasco est également très contesté par les ufologues conspirationnistes. En effet, il ne cache pas son scepticisme au sujet des enlèvements par les extraterrestres (sauf sur le cas des époux Hill, survenu en 1961) et autres implants extraterrestres, et ne pense pas que le phénomène des agroglyphes ait un lien avec les ovnis (lire à ce sujet le livre de Nicolas Montigiani, Crop Circles :  manœuvres dans le ciel).

## Publications
- avec Dominique Audrerie, Note technique. Enquêtes 81-07 et 81-09, Centre national d'études spatiales (Paris). Groupe d'études des phénomènes aérospatiaux non identifiés (Toulouse), Toulouse, GEPAN, 1982.
- avec Jean-Claude Bourret, OVNIS, la science avance, préface de Jean-Claude Ribes, Paris, Robert Laffont, 1993.  (ISBN 2-221-07643-5)
- ouvrage collectif Rapport COMETA : Les OVNI et la Défense — À quoi doit-on se préparer ?, Éditions du Rocher, Paris,  2003.  (ISBN 978-2268045924)
- avec Nicolas Montigiani, OVNIS. L'Evidence, Chatou - New York, Carnot, « Orbis enigma », 2004.  (ISBN 2-84855-054-6)
- avec François Parmentier, OVNI : 60 ans de désinformation, préface de Vladimir Volkoff, Paris, Éditions du Rocher, « Désinformation », 2004.  (ISBN 2268049892)
- « Préface » à Nicolas Montigiani, Projet Colorado. L'existence des ovnis prouvée par la science, JMG Éditions, « Science-Conscience », 2006.  (ISBN 2915164711)
- avec Nicolas Montigiani (coauteur), Troubles dans le ciel. Observations extraterrestres (1947-1994), Paris, Presses du Châtelet, 2007.  (ISBN 2845921918)